# Lijst van personen overleden in december 2023
Dit is een lijst van bekende personen die zijn overleden in december 2023.

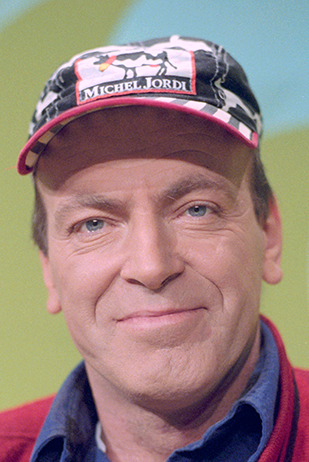
Burny Bos
1 december

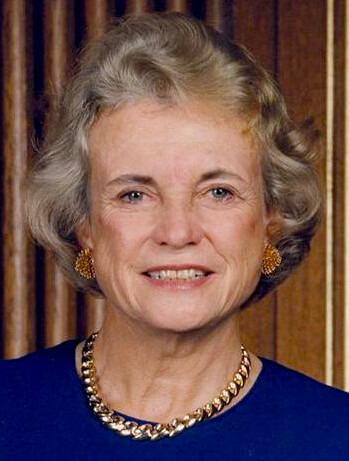
Sandra Day O'Connor
1 december

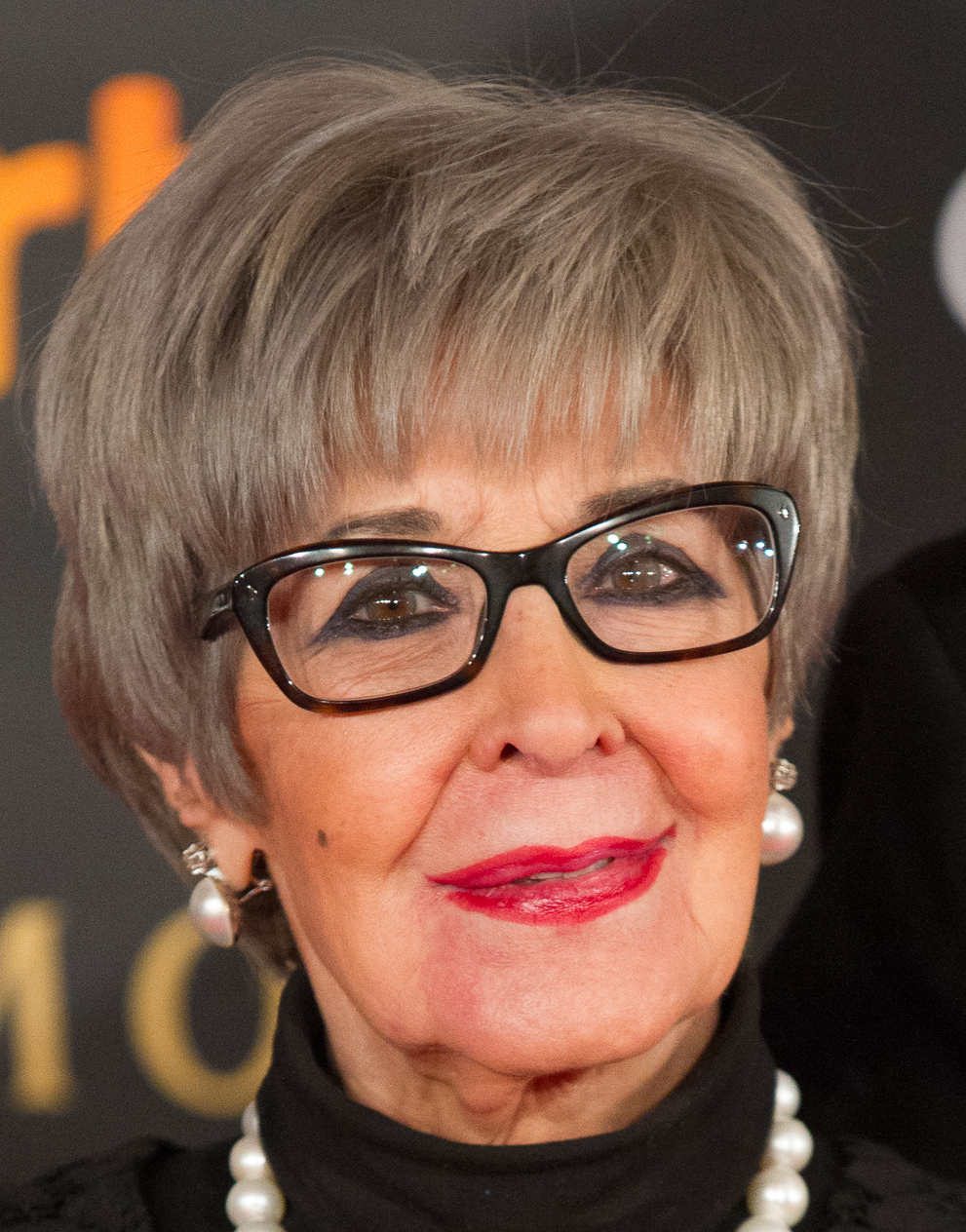
Concha Velasco
2 december

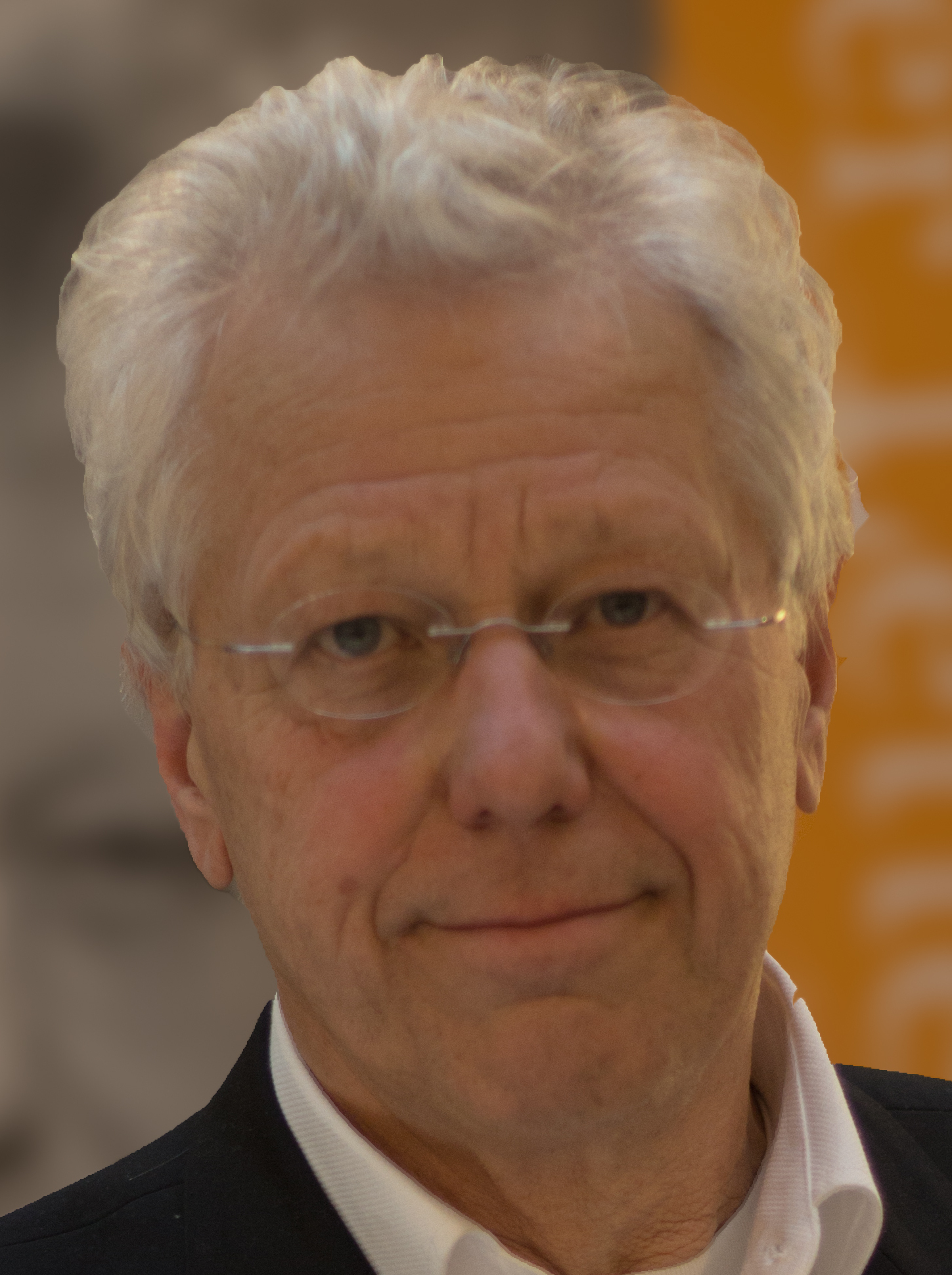
Peter d'Hamecourt
3 december

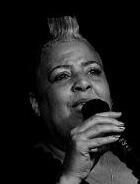
Lils Mackintosh
5 december

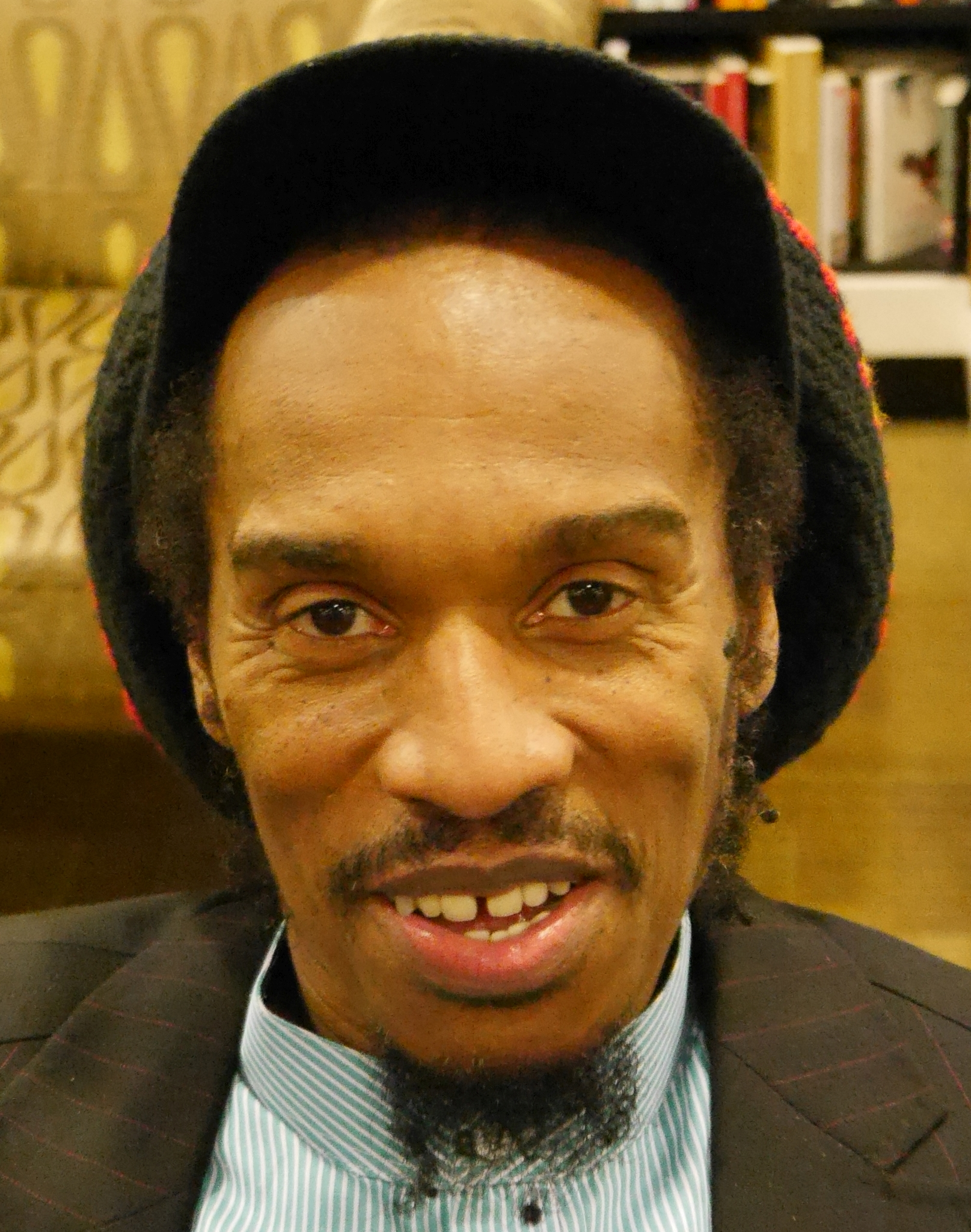
Benjamin Zephaniah
7 december

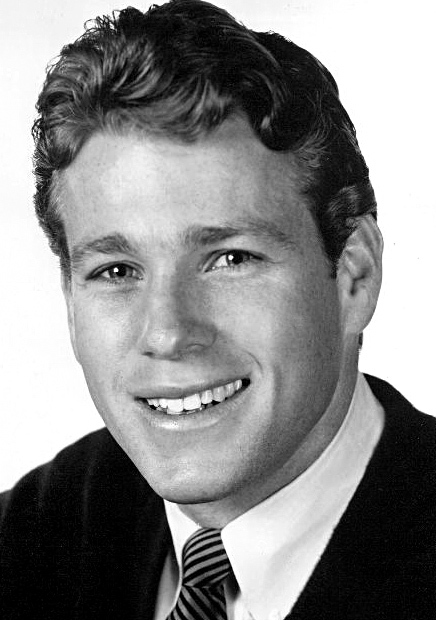
Ryan O'Neal
8 december

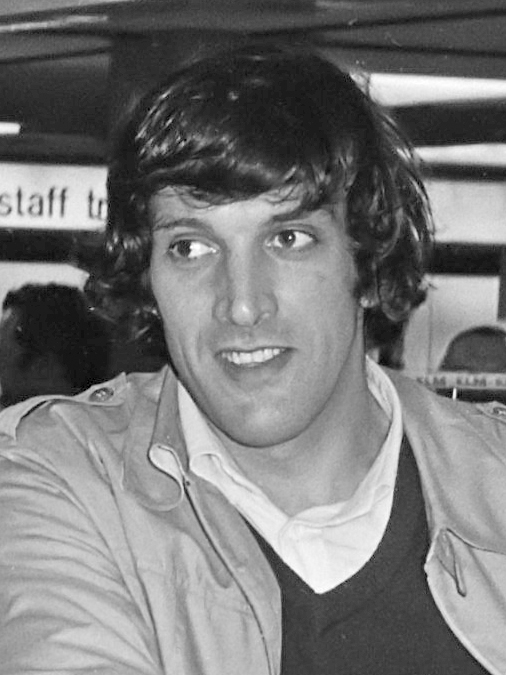
Paul Litjens
13 december

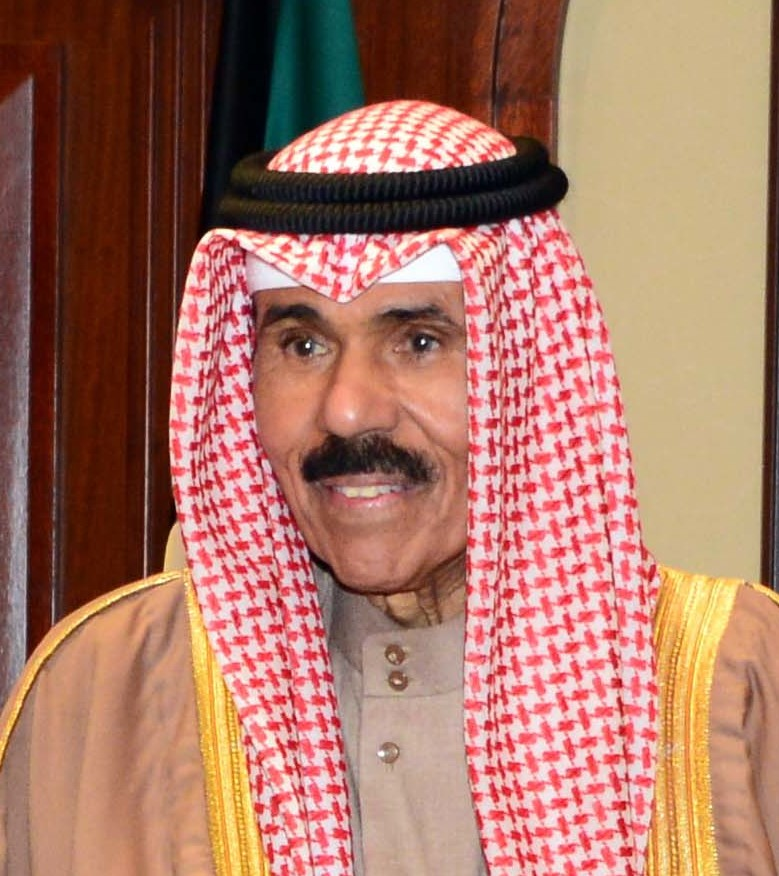
Nawaf al-Ahmad al-Jaber al-Sabah
16 december

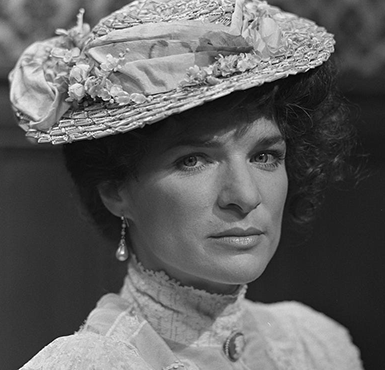
Linda van Dyck
17 december

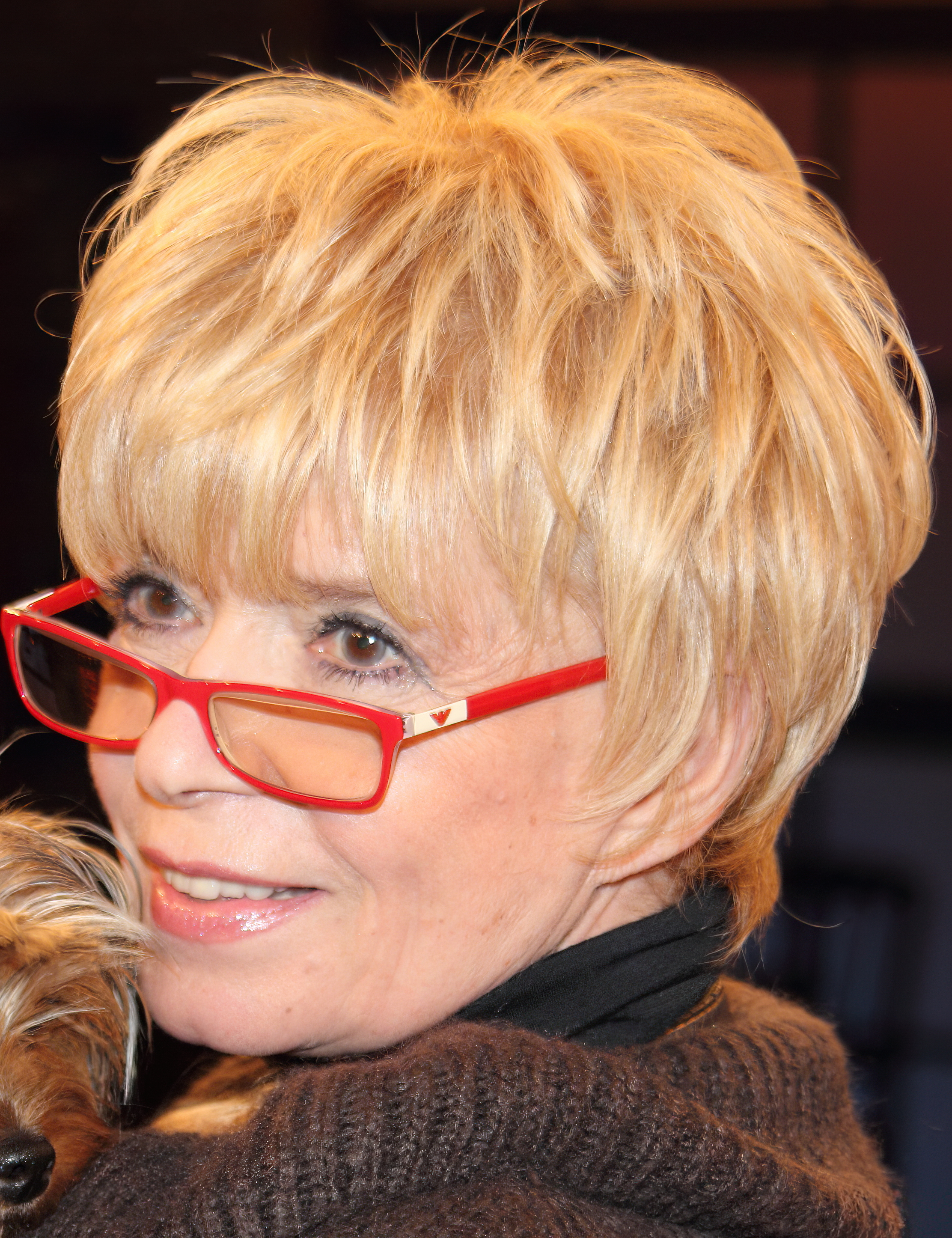
Ingrid Steeger
22 december

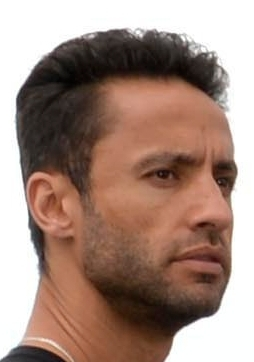
Kamar de los Reyes
24 december

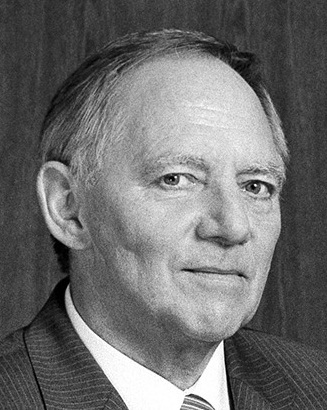
Wolfgang Schäuble
26 december

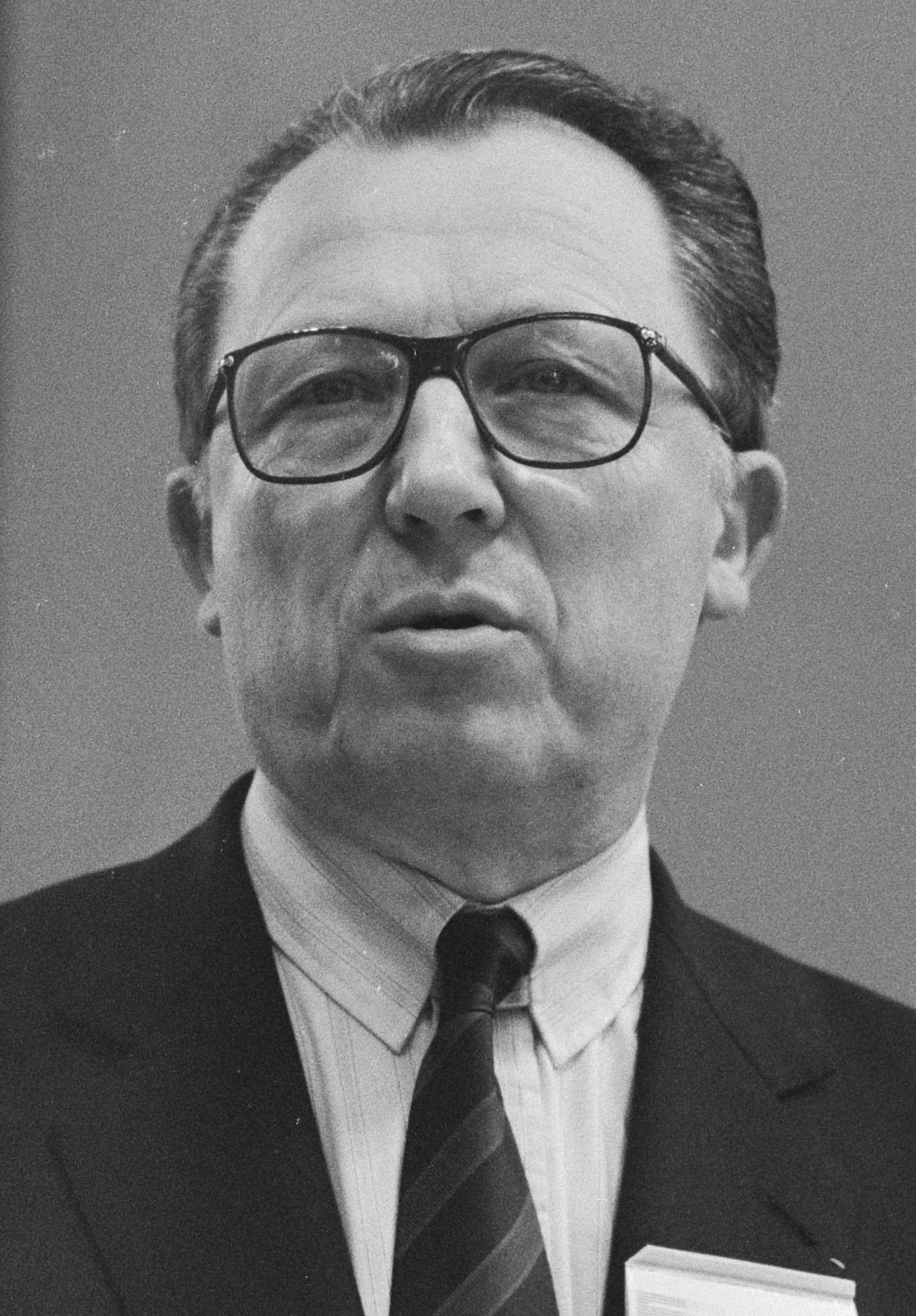
Jacques Delors
27 december

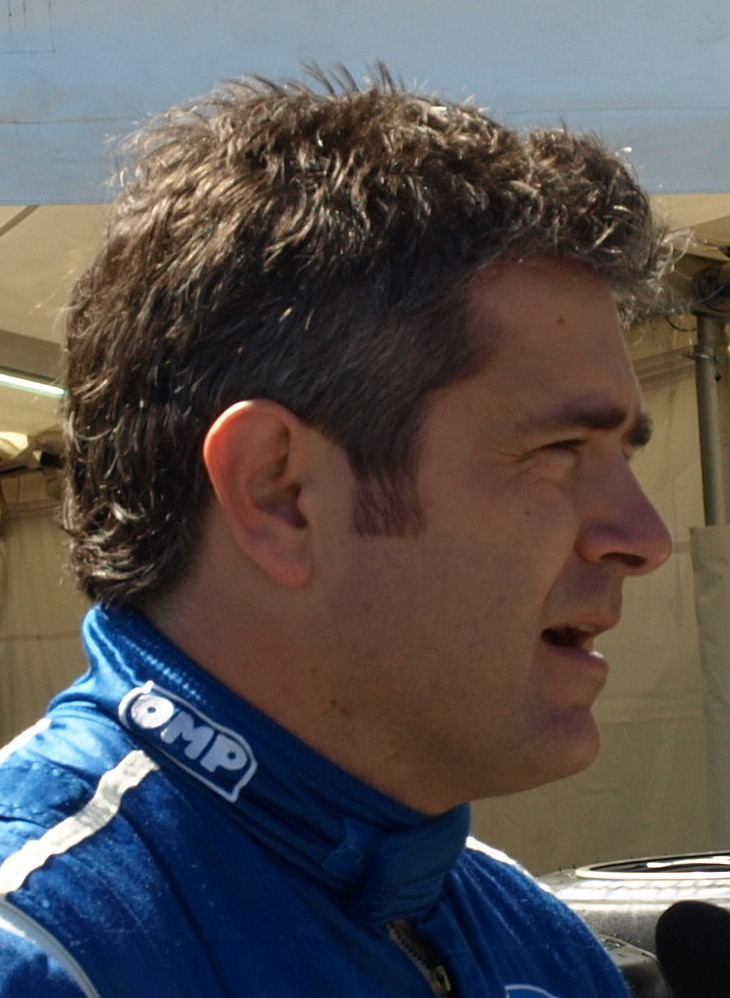
Gil de Ferran
29 december

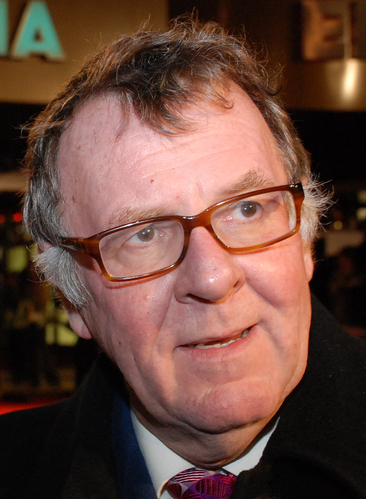
Tom Wilkinson
30 december

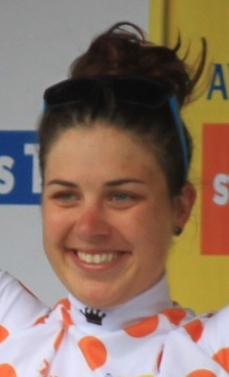
Melissa Hoskins
31 december

| 1 | 2 | 3 | 4 | 5 | 6 | 7 | 8 | 9 | 10 | 11 | 12 | 13 | 14 | 15 | 16 | 17 | 18 | 19 | 20 | 21 | 22 | 23 | 24 | 25 | 26 | 27 | 28 | 29 | 30 | 31 |
| - | - | - | - | - | - | - | - | - | -- | -- | -- | -- | -- | -- | -- | -- | -- | -- | -- | -- | -- | -- | -- | -- | -- | -- | -- | -- | -- | -- |

### 1 december
- Burny Bos (79), Nederlands producent, acteur en presentator[1]
- Bruce Dickson (92), Canadees ijshockeyer[2]
- Carissa Etienne (71), Dominicaans arts en internationaal bestuurder[3]
- Sandra Day O'Connor (93), Amerikaans rechter[4]

### 2 december
- Faustin Twagiramungu (78), Rwandees politicus[5]
- Concha Velasco (84), Spaans theater-, film- en televisieactrice, zangeres en presentatrice[6]

### 3 december
- Léonard Gianadda (88), Zwitsers ingenieur, promotor van architectuur en journalist[7]
- Peter d'Hamecourt (77), Nederlands journalist en columnist[8]
- Jan Verbist (80), Belgisch acteur en regisseur[9][10]

### 4 december
- Peter R. Adam (66), Duits filmeditor[11]
- Winnifred Bosboom (94), Nederlands actrice[12]
- Hugo de Bruijne (60), Nederlands journalist[13]
- Josef Vacenovský (86), Tsjechisch voetballer[14]

### 5 december
- Denny Laine (Brian Frederick Hines) (79), Brits zanger en musicus[15]
- Norman Lear (101), Amerikaans televisieschrijver en producent[16]
- Lils Mackintosh (68), Nederlands jazz- en blueszangeres, componiste, actrice[17]
- Henna Playfair (70), Surinaams-Nederlands verloskundige[18]
- Erny van Reijmersdal (65), Nederlands mode- en treinontwerper[19]

### 6 december
- Aleksandr Baranov (63), Russisch schaatser[20]
- Joseph Bernardo (94), Frans zwemmer[21]
- Dean Crawford (65), Canadees roeier[22]
- Cilly Dartell (Priscilla Veltmeijer) (66), Nederlands nieuwslezeres, presentatrice en musicalactrice[23]
- Ellen Holly (92), Amerikaans actrice[24]
- Jan van Ingen (91), Nederlands hoogleraar luchtvaartaerodynamica[25]
- Barbara Levick (92), Brits historica[26]
- Marisa Pavan (91), Italiaans actrice[27]
- Michel Sardaby (88), Frans jazzpianist en componist[28]

### 7 december
- Jacques Duquesne (83), Belgisch voetballer[29][30]
- Ernst Jansen Steur (78), Nederlands neuroloog[31][32]
- Heleen Mackenbach (110), oudste inwoner van Nederland[33][34]
- Aldert Mantje (69), Nederlands kunstenaar[35]
- Jacqueline Mesmaeker (94), Belgisch beeldend kunstenares[36]
- Fons Straetmans (84), Belgisch wielrenner, komiek en kapper[37]
- Benjamin Zephaniah (65), Brits dichter, schrijver en acteur[38]

### 8 december
- Lola Dee (95), Amerikaans zangeres[39]
- Frank Kales (81), Nederlands basketballer[40]
- Peter-Michael Kolbe (70), Duits roeier[41]
- Ryan O'Neal (82), Amerikaans acteur[42]
- Felix Rhodius (78), Nederlands directeur[43]

### 9 december
- Maksim Goestik (35), Wit-Russisch freestyleskiër[44]
- Monique Rutten (60), Nederlands kunstenaar[45]

### 10 december
- David Drake (78), Amerikaans auteur[46]
- Lex Wechgelaar (87), Nederlands beeldend kunstenaar[47]

### 11 december
- Andre Braugher (61), Amerikaans acteur[48]
- Jeffrey Foskett (67), Amerikaans zanger, songwriter en producer[49]
- Ferdinand Keller (77), Duits voetballer[50]
- Camden Toy (68), Amerikaans acteur[51]

### 12 december
- Hiroshi Hasegawa (89), Japans motorcoureur[52]
- Fusa Tatsumi (116), Japans supereeuwelinge[53]
- Jim van der Woude (75), Nederlands acteur[54]

### 13 december
- Mike Grgich (100), Kroatisch-Amerikaans wijnmaker[55]
- Antonio Juliano (80), Italiaans voetballer[56]
- Hans Keijzer (91), Nederlands bestuurder[57]
- Paul Litjens (76), Nederlands hockeyer[58]
- Dick Tommel (81), Nederlands politicus[59]

### 14 december
- Amerigo Thodé (73), Curaçaos politicus[60]

### 15 december
- Samer Abu Daqqa (45), Belgisch-Palestijns journalist[61]
- Guy Marchand (86), Frans acteur, zanger en musicus[62]

### 16 december
- Nawaf al-Ahmad al-Jaber al-Sabah (86), emir van Koeweit[63]
- Gerard Bakker (84), Nederlands tafeltenniscoach[64]
- Antonio Negri (90), Italiaans filosoof[65]
- Mathieu Segers (47), Nederlands historicus[66]

### 17 december
- Linda van Dyck (75), Nederlands actrice[67]
- Sjoerd Elzer (79), Nederlands graficus en kunstschilder[68]
- Amp Fiddler (65), Amerikaans keyboardspeler, zanger, liedjesschrijver en producer[69]
- Otar Iosseliani (89), Georgisch-Frans filmregisseur[70]
- Rob van Kreeveld (82), Nederlands pianist[71]
- James McCaffrey (65), Amerikaans (stem)acteur[72]

### 18 december
- Bo Larsson (79), Zweeds voetballer[73]

### 19 december
- Janusz Gortat (75), Pools bokser[74]

### 20 december
- Gaston Häni (72), Zwitsers clown[75]
- Frans Room (84), Nederlands kunstenaar[76]
- Harrie Smeets (63), Nederlands rooms-katholiek bisschop[77]
- Frits de Voogt (96), Nederlands roeier en ingenieur[78]

### 21 december
- Lenka Hlávková (49), Tsjechisch musicologe[79]
- Bob Meijer (88), Nederlands nieuwslezer[80]
- Agaath Meulenbroek (80), Nederlands actrice[81]
- Robert Solow (99), Amerikaans econoom en Nobelprijswinnaar[82]
- Jean-Claude Van Rode (72), Belgisch vakbondsleider, rechter en politicus[83]

### 22 december
- Lambiek Berends (82), Nederlands journalist[84]
- Laura Lynch (65), Amerikaans bassiste[85]
- Ingrid Steeger (76), Duits actrice en televisiester[86]
- Jef Thys (84), Belgisch politicus[87]
- Luc Vanderschommen (69), Belgisch voetballer[88]
- Thomas Stafford Williams (93), Nieuw-Zeelands kardinaal[89]

### 23 december
- Izabella Cywińska (88), Pools toneel- en filmregisseuse, politica en theaterdirecteur[90]
- Mike Nussbaum (99), Amerikaans acteur[91]
- Michael Radulescu (80), Roemeens-Duits componist[92]
- Richard Romanus (80), Amerikaans acteur[93]

### 24 december
- Kamar de los Reyes (56), Puerto Ricaans-Amerikaans acteur[94]
- Vasilis Karras (70), Grieks zanger[95]
- Annemiek Klijberg (75), Nederlands radiopresentatrice[96]
- David Leland (82), Brits filmregisseur, scenarioschrijver en acteur[97]
- Ron Nelson (94), Amerikaans componist, muziekpedagoog en dirigent[98]
- Willie Ruff (92), Amerikaans jazzmuzikant en componist[99]

### 25 december
- Richard Franklin (87), Brits acteur[100]
- Bill Granger (54), Australisch kok, ondernemer en schrijver[101]

### 26 december
- Lesley McNaught (59), Brits-Zwitsers springruiter[102]
- Tony Oxley (85), Brits jazzdrummer[103]
- Wolfgang Schäuble (81), Duits politicus[104]
- Lionel Vandenberghe (80), Belgisch politicus[105]

### 27 december
- Alfred Blondel (97), Belgisch beeldhouwer[106]
- Jacques Delors (98), Frans politicus[107]
- Harry Falke (86), Nederlands schaatscoach[108]
- Gaston Glock (94), Oostenrijks ingenieur en ondernemer[109]
- Herb Kohl (88), Amerikaans politicus[110]
- Ben Stadelmaier (89), Nederlands paramentmaker[111]

### 28 december
- Beno Hofman (69), Nederlands historicus en televisiepresentator[112]
- Dick Marty (78), Zwitsers politicus[113]

### 29 december
- Hermann Baumann (89), Duits hoornist, muziekpedagoog en componist[114]
- Sam Burtis (75), Amerikaans jazzmuzikant[115]
- Doeke Eisma (83), Nederlands politicus[116]
- Gil de Ferran (56), Braziliaans autocoureur[117]
- Maurice Hines (80), Amerikaans jazzzanger, dirigent, acteur en choreograaf[118]
- Khaled Nezzar (86), Algerijns generaal en politicus[119]
- Sandra Reaves-Phillips (79), Amerikaans actrice, zangeres en schrijfster[120]

### 30 december
- Paul Buysse (78), Belgisch ondernemer[121][122]
- John Pilger (84), Australisch journalist en documentairemaker[123]
- Frans Verheeke (89), Belgisch bankier en politicus[124][125]
- Tom Wilkinson (75), Brits acteur[126]

### 31 december
- Shmulik Bilu (71), Israëlisch muzikant[127]
- Hubert van Hoof (72), Nederlands radiomaker[128]
- Melissa Hoskins (32), Australisch wielrenster[129]
- Benjamin Kiplagat (34), Oegandees atleet[130]
- Harold Linnartz (58), Nederlands natuurkundige[131]
- Cale Yarborough (84), Amerikaans autocoureur[132]

### Datum onbekend
- Colin Burgess (77), Australisch drummer[133]
- Lee Sun-kyun (48), Zuid-Koreaans acteur[134]
- Cindy Morgan (69), Amerikaans actrice[135][136]

januari ·
februari ·
maart ·
april ·
mei ·
juni ·
juli ·
augustus ·
september ·
oktober ·
november ·
december
1900 ·
1901 ·
1902 ·
1903 ·
1904 ·
1905 ·
1906 ·
1907 ·
1908 ·
1909 ·
1910 ·
1911 ·
1912 ·
1913 ·
1914 ·
1915 ·
1916 ·
1917 ·
1918 ·
1919 ·
1920 ·
1921 ·
1922 ·
1923 ·
1924 ·
1925 ·
1926 ·
1927 ·
1928 ·
1929 ·
1930 ·
1931 ·
1932 ·
1933 ·
1934 ·
1935 ·
1936 ·
1937 ·
1938 ·
1939 ·
1940 ·
1941 ·
1942 ·
1943 ·
1944 ·
1945 ·
1946 ·
1947 ·
1948 ·
1949 ·
1950 ·
1951 ·
1952 ·
1953 ·
1954 ·
1955 ·
1956 ·
1957 ·
1958 ·
1959 ·
1960 ·
1961 ·
1962 ·
1963 ·
1964 ·
1965 ·
1966 ·
1967 ·
1968 ·
1969 ·
1970 ·
1971 ·
1972 ·
1973 ·
1974 ·
1975 ·
1976 ·
1977 ·
1978 ·
1979 ·
1980 ·
1981 ·
1982 ·
1983 ·
1984 ·
1985 ·
1986 ·
1987 ·
1988 ·
1989 ·
1990 ·
1991 ·
1992 ·
1993 ·
1994 ·
1995 ·
1996 ·
1997 ·
1998 ·
1999 ·
2000 ·
2001 ·
2002 ·
2003 ·
2004 ·
2005 ·
2006 ·
2007 ·
2008 ·
2009 ·
2010 ·
2011 ·
2012 ·
2013 ·
2014 ·
2015 ·
2016 ·
2017 ·
2018 ·
2019 ·
2020 ·
2021 ·
2022 ·
2023 ·
2024 ·
2025